# L'esercito delle 12 scimmie
L'esercito delle 12 scimmie (12 Monkeys) è un film del 1995 diretto da Terry Gilliam, prodotto da Charles Roven e sceneggiato da David Webb e Janet Peoples. È stato liberamente ispirato al film La jetée, di Chris Marker, cortometraggio sperimentale francese del 1962. Il film consiste in una storia di fantascienza postapocalittica.
Sesto film di Gilliam e prodotto con uno stanziamento di 29,5 milioni di dollari statunitensi, ha avuto vari elogi da parte della critica e ha incassato circa 169 milioni in tutto il mondo.
Sul film è basata un'omonima serie televisiva del 2015.

## Trama
(Tagline del film)
2035. James Cole è un detenuto che, con la promessa della grazia, viene inviato nel passato per indagare sui fatti che hanno portato all'estinzione del 99% dell'umanità e costretto i sopravvissuti a vivere nel sottosuolo per sfuggire al contagio di un virus letale. I detenuti sono obbligati a salire in superficie con speciali tute ermetiche, correndo il rischio di venire contagiati a loro volta, per raccogliere le prove riguardo alla responsabilità di una tale catastrofe. I capi di queste comunità sotterranee sembrano essere degli scienziati che fanno di tutto per poter un giorno mettere le mani sul virus originale, che intanto è mutato, per creare un antidoto e riconquistare la superficie. Tutte le prove portano a un sedicente gruppo ecologista, l'esercito delle 12 scimmie, che avrebbe diffuso il contagio per liberare la Terra da quel cancro che ritengono siano gli esseri umani. In particolare, un murale apparso pochi giorni prima della tragedia porta la scritta "siamo stati noi" (we did it).
Nonostante intenda giungere nel 1996, Cole giunge nel 1990 a causa di un malfunzionamento nella macchina del tempo; viene poi arrestato e detenuto in una clinica psichiatrica, dove incontra Jeffrey Goines, anch'egli detenuto, e la dottoressa Kathryn Railly, un'esperta di malattie mentali caratterizzate da presunte capacità profetiche. La dottoressa Railly inizialmente ritiene Cole malato, ma in seguito inizia a prenderlo sul serio. Goines e Cole stringono una strana amicizia, e quest'ultimo, a causa degli psicofarmaci che gli venivano somministrati, rivela a Goines la sua storia: pur non credendo alle affermazioni di Cole, Goines rimane colpito dalle sue parole circa la distruzione della maggior parte dell'umanità.
Imbottito costantemente di farmaci tranquillanti, Cole ha come unica speranza la fuga dall'ospedale e di tornare almeno nel suo tempo. Dopo un tentativo di fuga mal riuscito Cole viene pesantemente sedato e chiuso in una stanza d'isolamento, ma quando i dottori vanno a parlargli, trovano la stanza semplicemente vuota, ignari che Cole è stato riportato nel futuro. Dopo un altro errore nel quale viene catapultato al tempo della prima guerra mondiale, dove trova un suo compagno anche lui inviato per sbaglio in quell'epoca, Cole raggiunge finalmente il 1996, pochi mesi prima dell'inizio del contagio. Qui rapisce la dottoressa Railly, la quale, dopo un terrore iniziale, inizia a collaborare allorché James le rivela i dettagli di un caso di cronaca che lo aveva colpito da bambino: proprio in quell'anno, nel 1996, un bambino caduto in un pozzo aveva mobilitato esercito e vigili del fuoco nel tentativo di salvarlo, ma era invece nascosto per scherzo poco lontano da casa, nel granaio. Prima che chiunque altro lo venisse a sapere Cole dice alla dottoressa Railly di ricordare la notizia ascoltata quando era piccolo che il bambino non era caduto nel pozzo ma era nascosto nel granaio.
Cole e Railly scoprono che Jeffrey è il fondatore dell'esercito delle 12 scimmie, nonché figlio di un noto virologo. L'indagine continua, ma improvvisamente Cole viene richiamato nel futuro. Rimasta sola, la dottoressa, ancora scossa dall'esperienza, prima apprende la notizia che il bambino non era caduto nel pozzo ma si era nascosto per scherzo nel granaio, poi guarda una foto della prima guerra mondiale, riguardante il mistero di un uomo comparso all'improvviso nelle trincee francesi, che si rivela essere proprio Cole. Questi viene di nuovo inviato nel 1996, ma stavolta scopre l'amore, corrisposto, per  Railly e fa di tutto per rimanere dov'è. Cole si autoconvince di essere effettivamente malato e di essersi inventato di provenire dal futuro (complici l'atmosfera allucinante del futuro e voci che solo Cole può sentire), cosa che la Railly inizialmente sosteneva. Ascoltando poi la dottoressa, la quale solo ora si è convinta della veridicità della storia, Cole ritorna nel dubbio di cosa sia reale e cosa no.

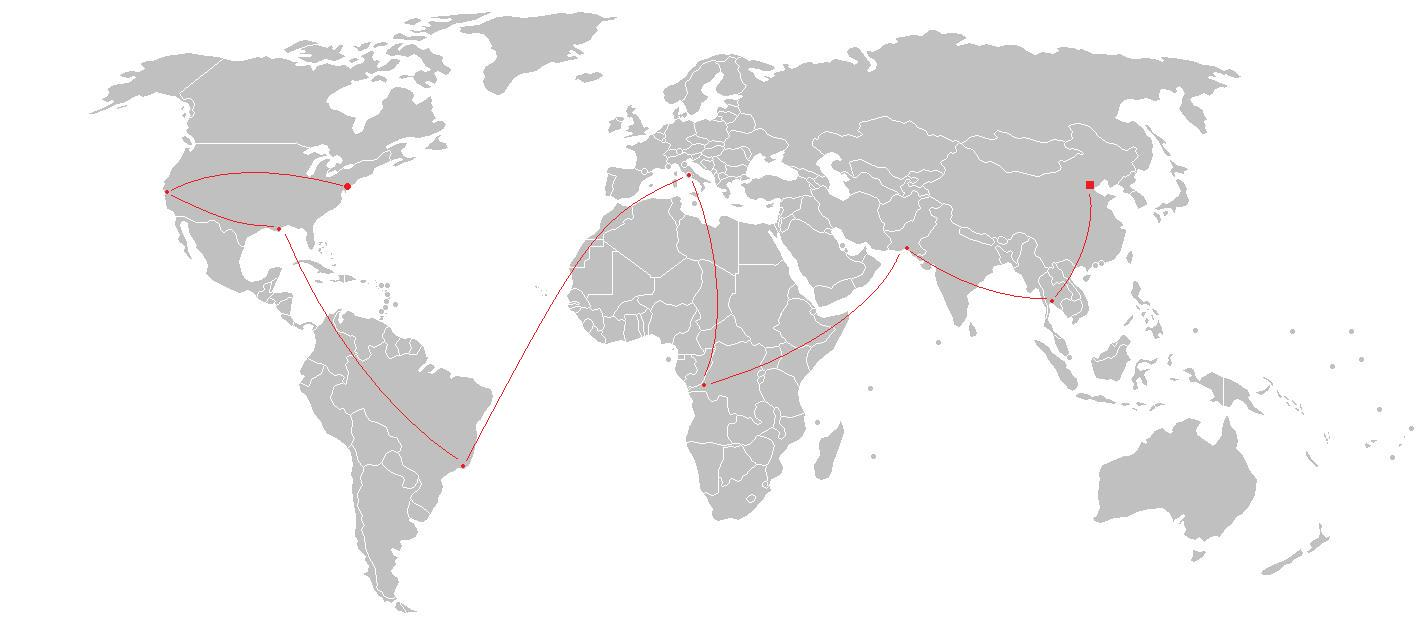
Il percorso della diffusione del virus apocalittico tramite l'aereo di linea preso dal biologo; le città sono Filadelfia, San Francisco, New Orleans, Rio de Janeiro, Roma, Kinshasa, Karachi, Bangkok e Pechino.

I due si dirigono verso l'aeroporto e nel taxi scoprono che il piano di Goines era quello di liberare gli animali dello zoo (a questo si riferiva il "siamo stati noi", we did it). Tirano un sospiro di sollievo, ma arrivati all'aeroporto un altro uomo inviato dal futuro (ossia Josè, compagno di cella di Cole e precedentemente inviato anch'esso per errore al tempo della prima guerra mondiale) gli intima di trovare il vero responsabile e di prendere il flacone contenente il virus. Il diffusore del virus si scoprirà essere un dipendente del padre di Goines, ovvero il Dr. Peters, un biologo fervente religioso, conosciuto dalla stessa Kathryn durante una conferenza qualche tempo prima: Peters si era infatti convinto di essere inviato da Dio per essere la sua mano vendicativa nei confronti del genere umano e il virus stesso è l'arma che l'Onnipotente gli avrebbe donato.
Nel tentativo di fermarlo prima che prenda l'aereo e sparga il virus per il mondo e prevenire così il futuro terrificante che ha vissuto, Cole corre in aeroporto oltrepassando ogni controllo con un'arma in mano, ma viene ucciso con un colpo di pistola sparato da un agente della sicurezza dell'aeroporto, e tutto ciò davanti a se stesso da bambino: è la stessa scena che viene mostrata all'inizio del film durante un sogno ricorrente di Cole (che sta ricordando appunto quell'episodio accaduto quando era piccolo). Nelle ultime scene, già all'interno dell'aereo, viene inquadrato il biologo recante con sé i virus mentre conosce una donna, uno degli scienziati che ha spedito Cole nel passato per trovare la cura, che appare con la stessa età che ha nel 2035, come se fosse appena giunta dal futuro.

## Produzione

### Idea, regia e sceneggiatura

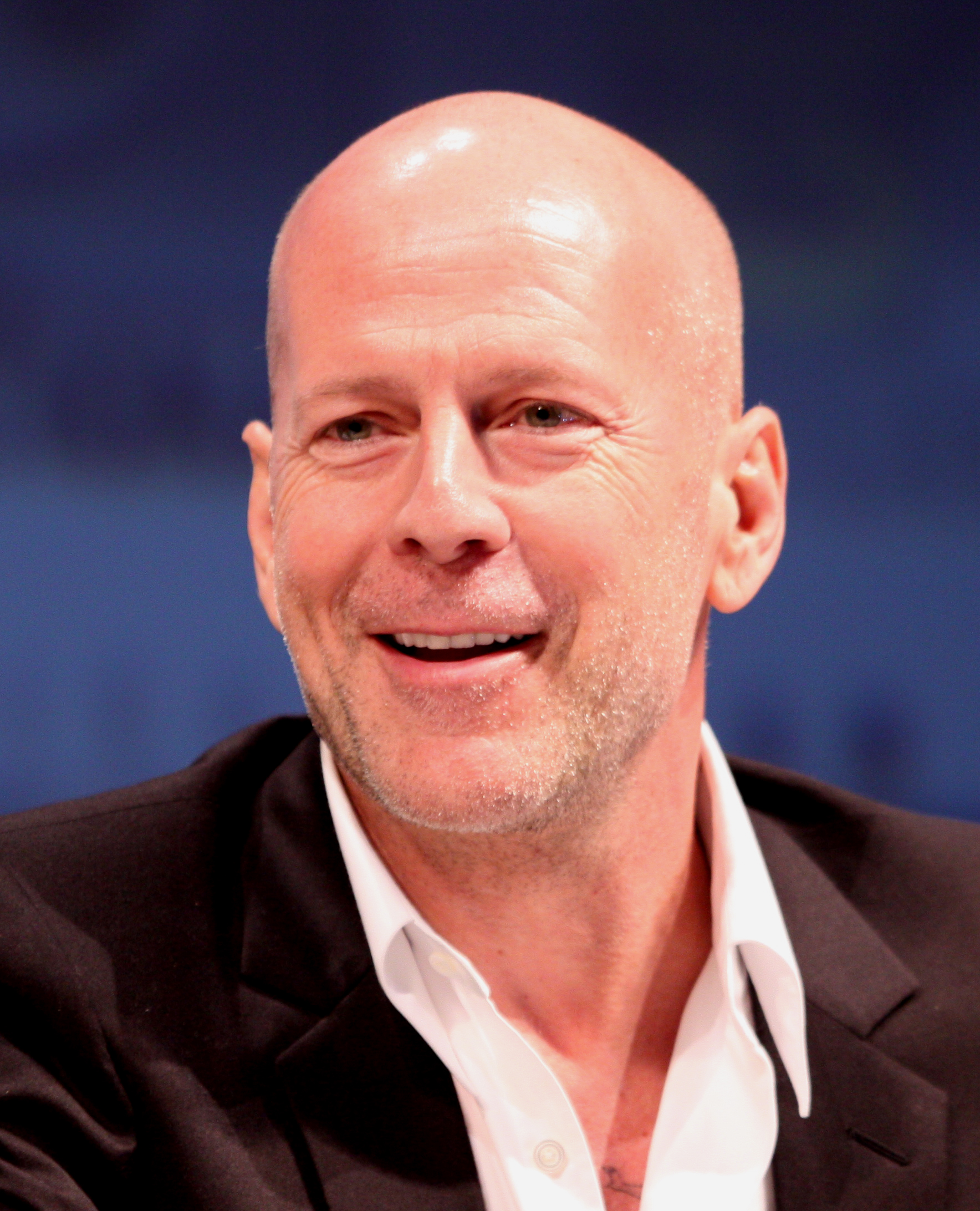
L'attore Bruce Willis, che ha interpretato il ruolo di James Cole nel film. Secondo il regista Terry Gilliam, le sue caratteristiche erano ben appropriate per il personaggio.

L'idea iniziale di girare il film venne al produttore esecutivo Robert Kosberg, che essendo stato un estimatore del cortometraggio francese La jetée, cominciò a pensare allo sviluppo dell'esercito delle 12 scimmie. Kosberg convinse il regista di La jetée, Chris Marker, ad appoggiare il progetto del film per presentarlo alla Universal Pictures, vedendo quest'ultima come una base perfetta per un film di pura fantascienza. La Universal accettò con una certa riluttanza di acquistare i diritti per poter girare un rifacimento di La jetée, e assunse Janet e David Webb Peoples per scrivere la sceneggiatura. Il produttore Charles Roven scelse Terry Gilliam per la direzione, in quanto credeva che lo stile del regista fosse perfetto per dirigere viaggi nel tempo e per impostare una trama non lineare come quella di 12 Monkeys.
Gilliam, quando firmò per dirigere il film, aveva appena abbandonato un adattamento cinematografico del romanzo storico Racconto di due città (1859, di Charles Dickens). Questo lungometraggio rappresenta anche il secondo film per il quale Gilliam non è sceneggiatore o co-sceneggiatore. Anche se egli ha di solito preferito dirigere in prima persona la trama, fu affascinato dalla bozza presentatagli. Ha infatti commentato: «La storia è sconcertante. Si tratta di tempo, di follia e di una percezione di ciò che il mondo è o non è. È uno studio di follia e di sogni, di morte e di rinascita, ambientata in un preciso mondo a venire».
Gli studi della Universal richiesero più tempo del previsto per dare il semaforo verde al film, sebbene Gilliam avesse già due stelle dello spettacolo (Bruce Willis e Brad Pitt) e uno stanziamento di 29500000 di dollari statunitensi; la produzione della Universal del film Waterworld (1995, di Kevin Reynolds) aveva infatti portato a un superamento dei costi previsti. Per ottenere l'approvazione definitiva di L'esercito delle 12 scimmie, Gilliam convinse Willis a ridurre la tariffa che chiedeva normalmente. Per il merito di aver rispettato il tetto di spesa prefissato e per il ruolo precedentemente avuto nella realizzazione del film Brazil (1985), Gilliam ricevette il diritto di poter decidere le modalità e il momento dell'uscita del film (final cut privilege). Il sindacato della Writers Guild of America era inoltre scettico nel voler attribuire al produttore Chris Marker di La Jetée il riconoscimento di aver ispirato questo film.

### Cast
Le scelte iniziali di Gilliam per quanto riguarda gli attori furono di usare Nick Nolte come James Cole e Jeff Bridges come Jeffrey Goines, ma la Universal obiettò. Gilliam, che aveva incontrato Bruce Willis per la prima volta durante la scelta del ruolo del protagonista Jack Lucas nel suo film La leggenda del re pescatore (1991, il ruolo fu in quel caso affidato a Jeff Bridges), ritenne adatto Willis per interpretare il personaggio principale Cole, che per lui doveva essere «qualcuno che è forte e pericoloso, ma anche vulnerabile».
Gilliam scelse Madeleine Stowe per il ruolo di Kathryn Railly, in quanto era stato impressionato dalla sua interpretazione nel film Occhi nelle tenebre (1994, di Michael Apted). Il regista aveva avuto modo di conoscere la Stowe durante il suo casting per l'adattamento cinematografico abbandonato di A Tale of Two Cities. Gilliam commentò così la sua scelta: «Lei ha questa incredibile bellezza eterea ed è incredibilmente intelligente. Queste due caratteristiche si intonano molto bene con lei, e il film necessita di questi elementi perché deve essere anche romantico».
Originariamente Gilliam aveva creduto che Brad Pitt fosse inadatto per il ruolo di Jeffrey Goines, ma il direttore del casting lo convinse del contrario. Pitt venne assunto con uno stipendio relativamente basso, al tempo in cui era un attore ancora non di fama mondiale. Con l'uscita di L'esercito delle 12 scimmie, tuttavia, erano stati distribuiti Intervista col vampiro (1994, di Neil Jordan), Vento di passioni (1994, di Edward Zwick) e Seven (1995, di David Fincher), nei quali egli ricopre un ruolo di protagonista o co-protagonista, che resero Pitt un attore di primo piano, il che aggiunse attenzione al film e incrementò la sua posizione nelle classifiche di incasso. A Filadelfia, mesi prima delle riprese, Pitt trascorse alcune settimane presso l'ospedale della Temple University, visitando e analizzando il reparto psichiatrico per prepararsi al ruolo che doveva interpretare.

### Riprese

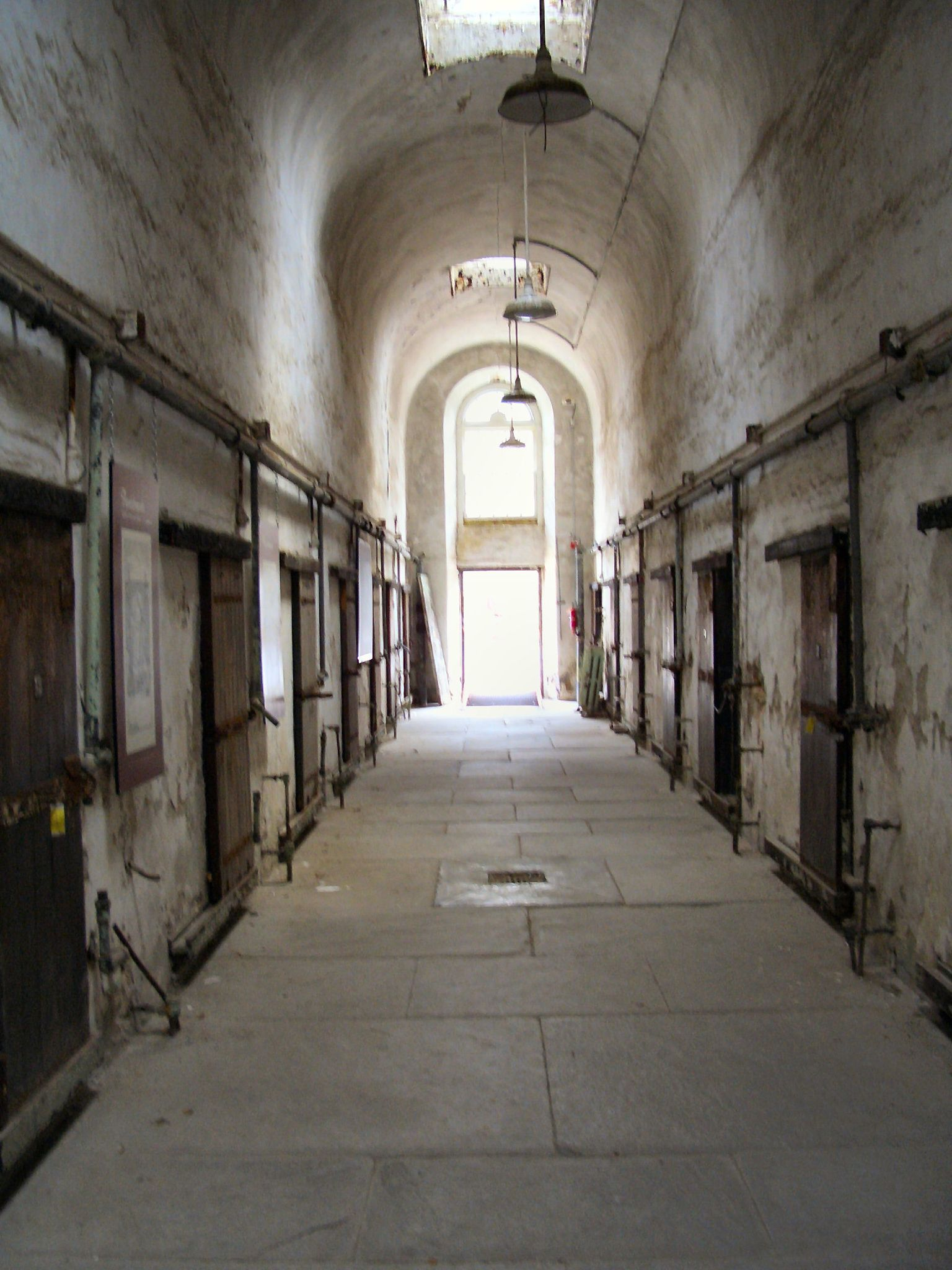
Un corridoio del penitenziario Eastern State, Filadelfia, costruito nel 1929, dove sono state girate le scene del manicomio presenti nel film.

Le riprese hanno avuto luogo dall'8 febbraio al 6 maggio del 1995, e si è girato prevalentemente a Filadelfia e Baltimora (compreso lo storico cinema Senator Theatre).
Poiché si era ancora in inverno, le riprese sono state ostacolate da svariati problemi conseguenti alle condizioni climatiche. Ci sono anche stati alcuni problemi tecnici con gli oggetti meccanici adoperati nelle scene ambientate nel futuro. A causa della non linearità della trama del film, sono occorsi numerosi errori e alcune scene hanno dovuto essere nuovamente girate. Inoltre Gilliam si infortunò cadendo da cavallo. Nonostante la pausa per quest'ultimo inconveniente e gli inciampi già menzionati, il regista riuscì a rimanere entro il limite di spesa previsto e ci fu una sola settimana di ritardo rispetto ai tempi programmati. Lo scenografo Jeffrey Beecroft ha commentato il loro svolgimento in questo modo: «Sono state delle riprese difficili, non c'erano né molti soldi né tempo sufficiente. Terry è un perfezionista, ma è stato davvero irremovibile nel non superare il budget».
Non avendo a disposizione sale apposite per le riprese, per girare il film sono stati cercati e utilizzati edifici abbandonati o punti di riferimento di Filadelfia. Le riprese esterne della scena finale all'aeroporto sono state fatte presso l'Aeroporto Internazionale di Baltimora-Washington Thurgood Marshall, mentre per le scene degli interni è stato usato il Pennsylvania Convention Center, del complesso Reading Terminal. Le riprese presso l'ospedale psichiatrico si sono svolte in un'ala del penitenziario Eastern State.
Sul set del film è stato realizzato The Hamster Factor and Other Tales of Twelve Monkeys (inserito poi nelle edizioni DVD), non un classico dietro le quinte pubblicitario, ma un vero e proprio documentario, voluto dallo stesso Gilliam come testimonianza del processo creativo (e, per altro verso, come "assicurazione" contro le ingerenze della produzione)..

### Stile, fotografia e scenografia
La stanza dove nel film Cole viene interrogato dagli scienziati è fortemente ispirata a un lavoro dell'architetto Lebbeus Woods. Queste scene furono girate in tre diversi studi: due a Filadelfia e uno a Baltimora. Lo scopo del regista è stato quello di mostrare l'interrogatorio di Cole attraverso più schermi televisivi, affinché si potesse provare «l'incubo della tecnologia. Cercate di vedere i volti sugli schermi di fronte a voi, ma i veri volti e le voci si affievoliscono e rimpiccioliscono e sentite queste minuscole voci nell'orecchio. Per me questo è il mondo in cui viviamo, il nostro modo di comunicare in questi giorni, attraverso dispositivi tecnologici che fingono di fornire comunicazione ma non la possono realmente dare».
Il dipartimento artistico ha fatto sì che tutte le location sotterranee del 2035 presentassero esclusivamente tecnologie precedenti al 1996, al fine di rappresentare un futuro tetro e povero. Inoltre Gilliam, Beecroft e l'arredatrice Crispian Sallis si recarono personalmente a mercati delle pulci e vecchi magazzini per reperire materiali idonei ad allestire i set. La maggior parte degli effetti visivi sono stati curati sotto la supervisione di Gilliam dalla Peerless Camera, uno studio londinese fondato alla fine del 1970 con il supervisore agli effetti visivi Kent Houston. La compagnia The Mill si è occupata di ulteriori revisioni nella composizione digitale, mentre l'istituto Cinesite ha lavorato sulla post-produzione della pellicola.

## Colonna sonora
Le musiche del film sono state composte, arrangiate e dirette dal musicista inglese Paul Buckmaster. Il tema principale è però basato sul tango Suite Punta del Este del musicista e compositore argentino Astor Piazzolla.
Testi e musiche di Paul Buckmaster.
1. "Introduccion" From Suite Punta Del Este (12 Monkeys)
2. Coles' Frist Dream / Volunteer Duty / Topside
3. Silent Night
4. Spider Research / "Introduccion"(We Did It ) / The Proposition
5. Time Confusion / To The Mental Ward / Planet Ogo
6. Wrong Number / Cole's Second Dream / Dormitory Spider / "Introduccion" (Twin Moons Tango)
7. Vivisection (Charles Olins)
8. Sleepwalk (B.J. Cole)
9. "Introduccion" (Escape To Nowhere) / Scanner Room / Capture And Sedation
10. Cole's Third Dream
11. Interrogation / Time Capsule / Cole Kidnaps Railly
12. Blueberry Hill (Fats Domino)
13. What A Wonderful World (Louis Armstrong)
14. Coles' Fourth Dream
15. Comanche (Link Wray e The Wraymen)
16. Earth Died Screaming (Tom Waits)
17. "Introduccion" (Quest For 12 Monkeys)
18. Fateful Bullet / A Boot From The Trunk / Cole's Longing
19. Photo Search / Mission Brief
20. Back In '96
21. Fugitives / Fateful Love / Home Dentistry
22. "Introduccion" (12 Monkeys Theme Reprise) / Giraffes & Flamingos
23. This Is My Dream / Cole's Call / Louis & Jose
24. Peters Does His Worst
25. Dreamers Awake

## Accoglienza

### Incasso
L'esercito delle 12 scimmie ha avuto distribuzione limitata nelle sale cinematografiche degli Stati Uniti il 29 dicembre 1995. Una volta avvenuta l'uscita estesa in 1629 sale il 5 gennaio 1996, il film ha incassato 13840000 $ nel primo fine settimana. L'incasso definitivo è stato di 57140000 $ negli Stati Uniti e di 111700000 $ negli altri paesi, arrivando a un totale complessivo di 168840000 dollari.
Il film ha mantenuto il primo posto nelle classifiche box office per due settimane nel mese di gennaio, prima di cadere con la concorrenza di Dal tramonto all'alba, Goodbye Mr. Holland e La pecora nera.

### Critica

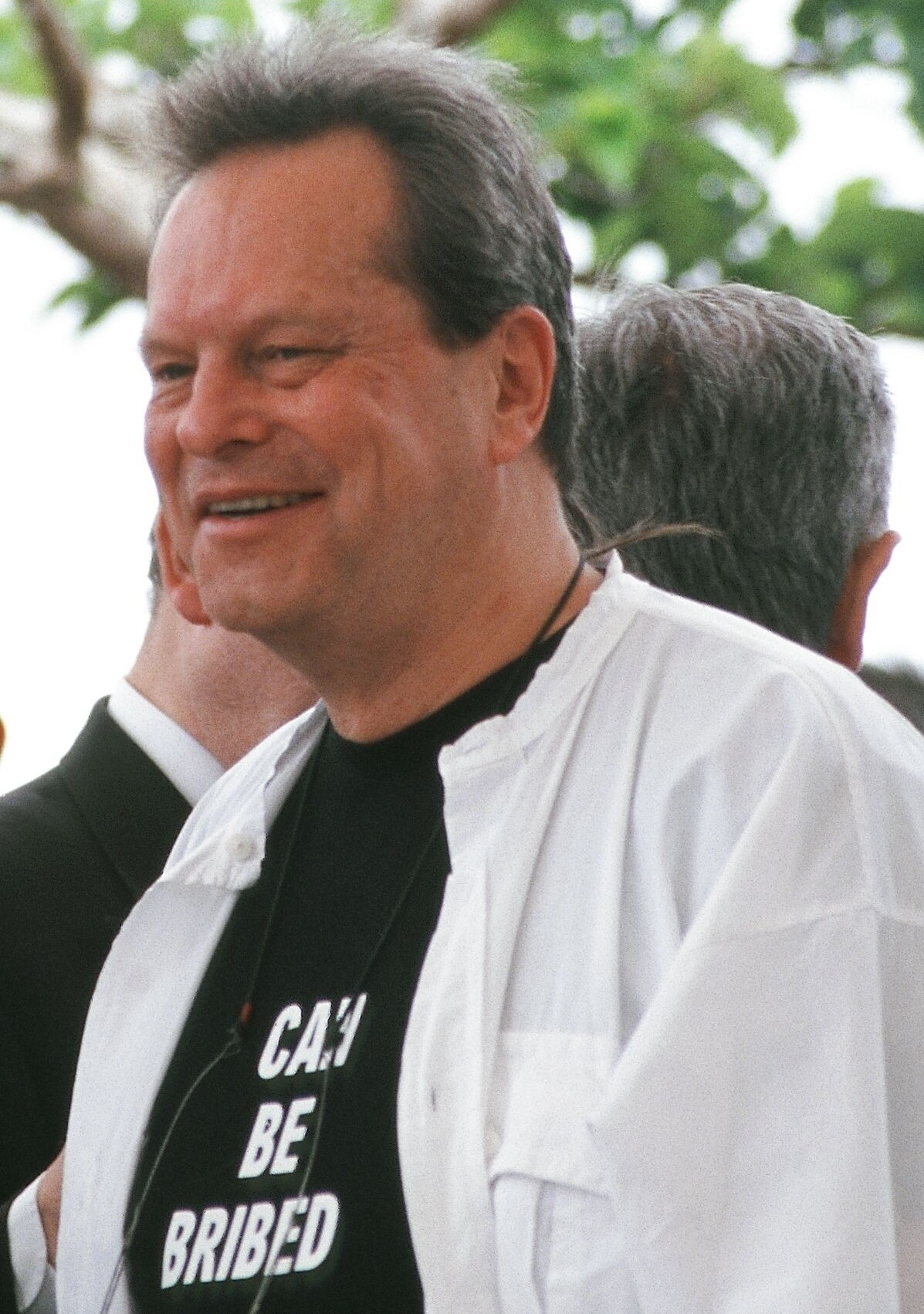
Il regista Terry Gilliam al Festival di Cannes del 2001.

Il film è stato valutato positivamente dalla critica. Basandosi su 45 giudizi raccolti dal sito Rotten Tomatoes, emerge che l'87% dei critici ha espresso pareri positivi per 12 Monkeys, con un voto medio di 7.6/10. Nel commento del sito si legge: «La trama è un po' confusionaria, ma le eccellenti prestazioni e gli strabilianti colpi di scena fanno sì che L'esercito delle 12 scimmie sia un risultato eccellente.» Il film ha ricevuto, per Rotten Tomatoes, un insieme di valutazioni equilibrate nel loro insieme, ricevendo un tasso di approvazione dell'83% e un punteggio di 6.8/10 nel sondaggio "Top Critics" con 18 recensioni diverse come campione. A titolo di confronto, il sito Metacritic ha calcolato un voto medio di 74/100, basato su 20 diverse recensioni.
Il critico statunitense Roger Ebert ha trovato somiglianze nella visione del futuro tra questo film e sia Blade Runner (1982, anch'esso sceneggiato da David Peoples) che Brazil (1985, diretto sempre da Terry Gilliam). Ebert scrive: «Il film è una celebrazione della follia e del destino, con un eroe che cerca di prevalere contro il caos della sua condizione, ed è inadeguata. Viene presentata una visione fredda, buia e umida, e anche nella storia d'amore tra Willis e Stowe egli si sente disperato, piuttosto che gioioso. Tutto questo è fatto molto bene, e più si conosce sui film (soprattutto la parte tecnica), più è probabile che lo si ammiri. E come intrattenimento, si richiama più alla mente che ai sensi».
Il giornalista statunitense Desson Thomson, del The Washington Post, ha elogiato la direzione artistica e la scenografia, motivando la sua approvazione dicendo: «Gli spettacolari Willis e Pitt, le atmosfere di Gilliam e uno slancio esilarante superano facilmente gli insignificanti difetti del copione».
Il critico Peter Travers, scrivendo sulla rivista Rolling Stone, cita il successo del film per quanto riguarda la regia di Gilliam e l'interpretazione di Willis.
Il recensore James Berardinelli ha affermato che i realizzatori del film hanno avuto un'idea intelligente e creativa relativamente alla parte della trama in cui avviene il viaggio nel tempo. Egli infatti fa notare che il protagonista James Cole, invece di essere inviato nel passato per poterlo cambiare, ha il compito di studiarlo per poter dare un futuro migliore, cosa a detta di Berardinelli singolare e non indifferente.
Il giornalista statunitense Richard Corliss di TIME ha fatto notare gli aspetti del viaggio nel tempo e la rappresentazione apocalittica di un futuro più desolante. Egli scrive: «Nel suo frenetico miscuglio di caos, stragi e animali dello zoo, L'esercito delle 12 scimmie è un Jumanji per adulti».. Julián Monge-Nájera, Consulente Scientifico della BBC e NatGeo, ha scritto circa il contenuto scientifico del film: “Anche se per la teoria della relatività è potenzialmente possibile inviare una persona, se si ha una fonte quasi infinita di energia, indietro nel tempo, è impossibile secondo la maggior parte dei fisici [...] ma che un virus può diffondersi attraverso la superficie del pianeta è dimostrato dal virus dell'influenza".
Il recensore del sito italiano Filmscoop.it fa notare l'ambiguità dei contenuti e della trama del film, dicendo: «[..] Al contrario di fornire risposte, il film pone delle domande, stimola alla riflessione, elevandosi qualitativamente e di molto dalla media dei film di genere e questo anche grazie a Terry Gilliam che, pur dirigendo un film "su commissione", lascia l'impronta indelebile del suo stile visionario nella ricostruzione di questo futuro apocalittico».
Non sono tuttavia mancate critiche negative, come quella della critica cinematografica italiana Irene Bignardi del quotidiano La Repubblica, che scrive «[...] Non è tremata invece la mano a Terry Gilliam di fronte all'idea di prendere La jetée di Chris Marker [..] per farne il baraccone postmoderno che va sotto il nome di 12 Monkeys».

## Riconoscimenti
- 1996 - Premio Oscar
  - Nomination Miglior attore non protagonista a Brad Pitt
  - Nomination Migliori costumi a Julie Weiss
- 1996 - Golden Globe
  - Miglior attore non protagonista a Brad Pitt
- 1995 - Saturn Award
  - Miglior film di fantascienza
  - Miglior attore non protagonista a Brad Pitt
  - Migliori costumi a Julie Weiss
  - Nomination Migliore regia a Terry Gilliam
  - Nomination Migliore sceneggiatura a David Webb Peoples e Janet Peoples
  - Nomination Miglior attore protagonista a Bruce Willis
  - Nomination Miglior attrice protagonista a Madeleine Stowe

- 1995 - Festival di Berlino
  - Nomination Orso d'oro
- 1997 - Empire Award
  - Migliore regia a Terry Gilliam
- 1996 - MTV Movie Award
  - Nomination Miglior performance maschile a Brad Pitt
- 1997 - Blockbuster Entertainment Award
  - Miglior attore non protagonista a Brad Pitt

Brad Pitt è stato candidato all'Oscar al miglior attore non protagonista, ma è stato battuto da Kevin Spacey nel film I soliti sospetti (1995, di Bryan Singer). Anche il costumista Julie Weiss è stato candidato per il suo lavoro, e ha perso con James Acheson in Restoration - Il peccato e il castigo (1995, di Michael Hoffman). Tuttavia, Pitt è riuscito a guadagnare il Golden Globe per il miglior attore non protagonista. Terry Gilliam ha invece ricevuto un riconoscimento per la regia al Festival internazionale del cinema di Berlino del 1996.
L'esercito delle 12 scimmie ha ricevuto il gradimento della critica del cinema di fantascienza. Il film ha infatti ricevuto una candidatura per il Premio Hugo per la miglior rappresentazione drammatica e l'Academy of Science Fiction, Fantasy & Horror Films ha aggiudicato a 12 Monkeys il Saturn Award per il miglior film di fantascienza. Anche Pitt e Weiss hanno vinto dei premi al ventiduesimo Saturn Award. Bruce Willis, Madeleine Stowe, Gilliam e gli sceneggiatori David Webb Peoples e Janet Peoples hanno invece ricevuto la candidatura.

## Citazioni e riferimenti
Il film si ispira alla pellicola francese La jetée (1962, di Chris Marker); in particolare, entrambi i protagonisti si sentono perseguitati dall'immagine della propria morte. Ambo i film possiedono un'immagine consistente in un avvenimento che si svolge in un aeroporto.
Simile a La Jetée, L'esercito delle 12 scimmie presenta anche elementi hitchcockiani e riferimenti al film La donna che visse due volte (1958, di Alfred Hitchcock). Verso la fine del film, per fuggire alla polizia Cole e Railly si nascondono in un cinema che trasmette in sequenza i film di Hitchcock: in quel momento è proiettata una scena di La donna che visse due volte. Railly poi si traveste con una parrucca bionda, come Judy (Kim Novak) che si camuffa in Madeleine facendo diventare biondi i suoi capelli; James la vede emergere da una luce rossa, come Scottie (James Stewart) vede Judy emergere da una luce verde. È anche udibile un frammento della colonna sonora di Bernard Herrmann del 1958, sempre del film La donna che visse due volte. Railly indossa la stessa giacca che indossa Novak nella prima parte del film. La scena al Muir Woods National Monument della pellicola di Hitchcock, dove Judy (Madeleine) guarda gli anelli di crescita di una sequoia abbattuta e risale gli eventi della sua vita passata, riepilogano e si allacciano alla trama e agli eventi del film di Gilliam. In realtà, la scena di Muir Woods in La donna che visse due volte è anche riproposta in La Jetée, facendo sì che anche questo collegamento sia in realtà un'ulteriore ripresentazione di quel film. Prima che i protagonisti escano dal cinema, è visibile anche una scena del film Gli uccelli
sempre di Alfred Hitchcock.
In una scena precedente del film, Cole si sveglia in un letto d'ospedale assieme agli scienziati del suo tempo, i quali stanno parlando con lui in coro. Questo è un omaggio indirizzato alla scena con la canzone Dry Bones della serie televisiva The Singing Detective (1986, di Dennis Potter).
All'arrivo dei protagonisti a Filadelfia viene inquadrata, per pochi secondi con una singolare ripresa a spirale, la scultura Il bacio di Auguste Rodin, in omaggio alla copia in marmo dell'opera conservata nel locale museo.
Durante la reclusione di James nella clinica psichiatrica, in televisione viene trasmesso, oltre alla ricorrente pubblicità delle coste della Florida, il film Monkey Business - Quattro folli in alto mare dei fratelli Marx.

## Tematiche
(Il regista Terry Gilliam)
Il film tratta della natura soggettiva dei ricordi e del loro effetto sulla percezione della realtà. Nel lungometraggio si ritrovano diverse volte i protagonisti o gli altri personaggi avere ricordi alterati o falsi; degli esempi possono essere:
- il ricordo di Cole della sparatoria all'aeroporto, alterato ogni volta che egli sogna questo episodio;
- l'uomo affetto da schizofrenia che possiede e racconta dei suoi (falsi) ricordi della sua vita su un altro pianeta.

I riferimenti al tempo, ai viaggi nel tempo e alle scimmie sono seminati lungo tutto il film, tra cui quello dell'episodio "Time Tunnel" della serie animata Picchiarello, trasmesso alla televisione della stanza d'albergo, oppure quello del film Monkey Business (1931, con i Fratelli Marx), trasmesso sulla TV a muro del manicomio, o ancora le varie notizie televisive o radiofoniche sulle scimmie (dibattiti sui diritti degli animali, la scimmia che doveva portare il cibo al bambino caduto nel pozzo, ecc.).
Il film contiene anche un'analisi interpretativa delle attività di declino della civiltà moderna per quanto riguarda i rapporti umani oltre che il tipo di vita dello stesso uomo, declino causato dalle interferenze della tecnologia.
(Il Dottor Peters (David Morse) in una battuta del film.)
Il concetto del viaggio nel tempo è trattato in un modo particolare: chi viene trasportato nel passato non può modificare il presente agendo sul passato in cui è inviato, perché il passato è "già passato" e immodificabile, quindi tutto è già accaduto. Nel film il protagonista ha infatti solo il compito di studiare il passato per poter modificare il presente, cosa di cui egli stesso è convinto per tutta la prima parte del film. Nel finale, quando invece James Cole cercherà di impedire la diffusione del virus, si realizza un chiaro esempio del principio di autoconsistenza di Novikov.

## Controversie
Verso l'inizio del film, il protagonista James viene portato nella stanza degli interrogatori e fatto sedere su una sedia collegata a un binario verticale saldato al muro, il quale ha la funzione di rialzare la sedia dal pavimento. Una sfera con applicati diversi monitor e telecamere, sostenuta da un gancio metallico, viene sospesa direttamente di fronte a James, sondandolo per valutare i suoi punti deboli da parte dell'équipe di scienziati intenti a interrogarlo. L'architetto Lebbeus Woods ha querelato la Universal Pictures nel febbraio 1996, sostenendo che la sua opera "Neomechanical Tower (Upper) Chamber" era stata utilizzata nel film senza il suo permesso. Woods ha vinto la causa, ottenendo «un elevato risarcimento a sei cifre» dalla Universal.

## Altri media
Nell'aprile 2014 il canale televisivo Syfy ha ordinato la realizzazione dell'adattamento televisivo del film. Nella serie, i personaggi di Bruce Willis e di Brad Pitt sono interpretati, rispettivamente, da Aaron Stanford e da Emily Hampshire. La serie ha debuttato il 16 gennaio 2015.